# Distretto di Seddouk
Il distretto di Seddouk è un distretto della provincia di Béjaïa, in Algeria, con capoluogo Seddouk.